# Аруба на Светском првенству у атлетици на отвореном 2015.
Аруба је учествовала на Светском првенству у атлетици на отвореном 2015. одржаном у Пекингу од 12. до 30. августа. Репрезентацију Арубе представљао је један такмичар који се такмичио у скоку удаљ,
На овом првенству Аруба није освојила ниједну медаљу, нити је било нових националних ни личних рекорда.

## Резултати

### Мушкарци
| Атлетичар   | Дисциплина | Лични рекорд | Квалификације | Квалификације | Финале   | Финале | Детаљи |
| Атлетичар   | Дисциплина | Лични рекорд | Резултат      | Место         | Резултат | Место  | Детаљи |
| ----------- | ---------- | ------------ | ------------- | ------------- | -------- | ------ | ------ |
| Квинси Брил | Скок удаљ  | 7,72 НР      | БП            | БП            | БП       | БП     |        |